# Aubigny-en-Artois
Aubigny-en-Artois és un municipi francès situat al departament del Pas de Calais i a la regió dels Alts de França. L'any 2007 tenia 1.306 habitants.

## Demografia

### Població
El 2007 la població de fet d'Aubigny-en-Artois era de 1.306 persones. Hi havia 492 famílies de les quals 138 eren unipersonals (47 homes vivint sols i 91 dones vivint soles), 141 parelles sense fills, 173 parelles amb fills i 40 famílies monoparentals amb fills.
La població ha evolucionat segons el següent gràfic:
Habitants censats

### Habitatges
El 2007 hi havia 544 habitatges, 508 eren l'habitatge principal de la família, 8 eren segones residències i 27 estaven desocupats. 415 eren cases i 126 eren apartaments. Dels 508 habitatges principals, 343 estaven ocupats pels seus propietaris, 149 estaven llogats i ocupats pels llogaters i 17 estaven cedits a títol gratuït; 13 tenien una cambra, 32 en tenien dues, 73 en tenien tres, 125 en tenien quatre i 266 en tenien cinc o més. 369 habitatges disposaven pel capbaix d'una plaça de pàrquing. A 242 habitatges hi havia un automòbil i a 186 n'hi havia dos o més.

### Piràmide de població
La piràmide de població per edats i sexe el 2009 era:
| Homes | Edats   | Dones |
| ----- | ------- | ----- |
| 0     | 95 o +  | 0     |
| 0     | 90 a 94 | 4     |
| 0     | 85 a 89 | 8     |
| 8     | 80 a 84 | 12    |
| 28    | 75 a 79 | 36    |
| 40    | 70 a 74 | 52    |
| 16    | 65 a 69 | 16    |
| 24    | 60 a 64 | 32    |
| 36    | 55 a 59 | 28    |
| 44    | 50 a 54 | 44    |
| 52    | 45 a 49 | 48    |
| 64    | 40 a 44 | 68    |
| 40    | 35 a 39 | 44    |
| 32    | 30 a 34 | 28    |
| 52    | 25 a 29 | 48    |
| 52    | 20 a 24 | 48    |
| 60    | 15 a 19 | 64    |
| 48    | 10 a 14 | 64    |
| 20    | 5 a 9   | 56    |
| 28    | 0 a 4   | 32    |

## Economia
El 2007 la població en edat de treballar era de 860 persones, 595 eren actives i 265 eren inactives. De les 595 persones actives 549 estaven ocupades (306 homes i 243 dones) i 46 estaven aturades (25 homes i 21 dones). De les 265 persones inactives 55 estaven jubilades, 109 estaven estudiant i 101 estaven classificades com a «altres inactius».

### Ingressos
El 2009 a Aubigny-en-Artois hi havia 525 unitats fiscals que integraven 1.304,5 persones, la mediana anual d'ingressos fiscals per persona era de 16.982 €.

### Activitats econòmiques
Dels 102 establiments que hi havia el 2007, 3 eren d'empreses alimentàries, 1 d'una empresa de fabricació d'altres productes industrials, 7 d'empreses de construcció, 29 d'empreses de comerç i reparació d'automòbils, 4 d'empreses de transport, 4 d'empreses d'hostatgeria i restauració, 1 d'una empresa d'informació i comunicació, 8 d'empreses financeres, 7 d'empreses immobiliàries, 8 d'empreses de serveis, 22 d'entitats de l'administració pública i 8 d'empreses classificades com a «altres activitats de serveis».
Dels 31 establiments de servei als particulars que hi havia el 2009, 1 era una oficina d'administració d'Hisenda pública, 1 gendarmeria, 1 oficina de correu, 4 oficines bancàries, 4 tallers de reparació d'automòbils i de material agrícola, 1 taller d'inspecció tècnica de vehicles, 2 autoescoles, 1 paleta, 1 guixaire pintor, 2 fusteries, 1 electricista, 1 empresa de construcció, 5 perruqueries, 1 veterinari, 2 restaurants, 2 agències immobiliàries i 1 saló de bellesa.
Dels 16 establiments comercials que hi havia el 2009, 2 eren supermercats, 1 una botiga de més de 120 m², 1 una botiga de menys de 120 m², 1 una fleca, 1 una peixateria, 3 botigues de roba, 1 una botiga de roba, 1 una botiga d'equipament de la llar, 1 una botiga de material esportiu, 2 drogueries i 2 floristeries.
L'any 2000 a Aubigny-en-Artois hi havia 6 explotacions agrícoles.

## Equipaments sanitaris i escolars
L'únic equipament sanitari que hi havia el 2009 era una farmàcia.
El 2009 hi havia 1 escola maternal i 1 escola elemental. Aubigny-en-Artois disposava d'un col·legi d'educació secundària amb 497 alumnes.

## Poblacions més properes
El següent diagrama mostra les poblacions més properes.